# Yilliminning
Yilliminning is een plaats in de regio Wheatbelt in West-Australië. In 2021 telde het 47 inwoners, tegenover 337 in 2006.

## Geschiedenis
Ten tijde van de Europese kolonisatie leefden de Wiilman Nyungah Aborigines in de streek.
De minister van ruimtelijke ordening (En: Minister of Lands) bezocht de streek in 1906 en de plaatselijke bewoners stonden achter de oprichting van een dorp. Er werd een locatie gekozen en een gemeenschapshuis gebouwd. Het dorp werd in 1907 officieel gesticht maar de kavels geraakten niet verkocht omdat er sprake was van een spoorweg die in de nabijheid ging worden aangelegd en men nog niet exact wist waar.
In 1909 besliste de overheid de spoorweg van Narrogin naar Wickepin 5 kilometer ten westen van de dorpslocatie aan te leggen. Er werd ook een nevenspoor voorzien. In 1910 werd beslist de dorpslocatie te verplaatsen naar het nevenspoor. Yilliminning werd opnieuw gesticht. De naam zou de Aboriginesnaam voor een nabijgelegen rots, plas water of rivier zijn en werd voor het eerst vermeld door een landmeter in 1892.

## Toerisme
Yilliminning Rock is een ontsluiting van waarop men een panoramisch uitzicht over de omgeving heeft.

## Transport
Yilliminning ligt 212 kilometer ten zuidoosten van Perth, 131 kilometer ten noorden van Katanning en 29 kilometer ten oosten van Narrogin. Yilliminning maakt deel uit van het lokale bestuursgebied Shire of Narrogin, 30 kilometer van de Great Southern Highway af.
De spoorweg die door het plaatsje loopt wordt enkel nog door de graantreinen van de CBH Group bereden.

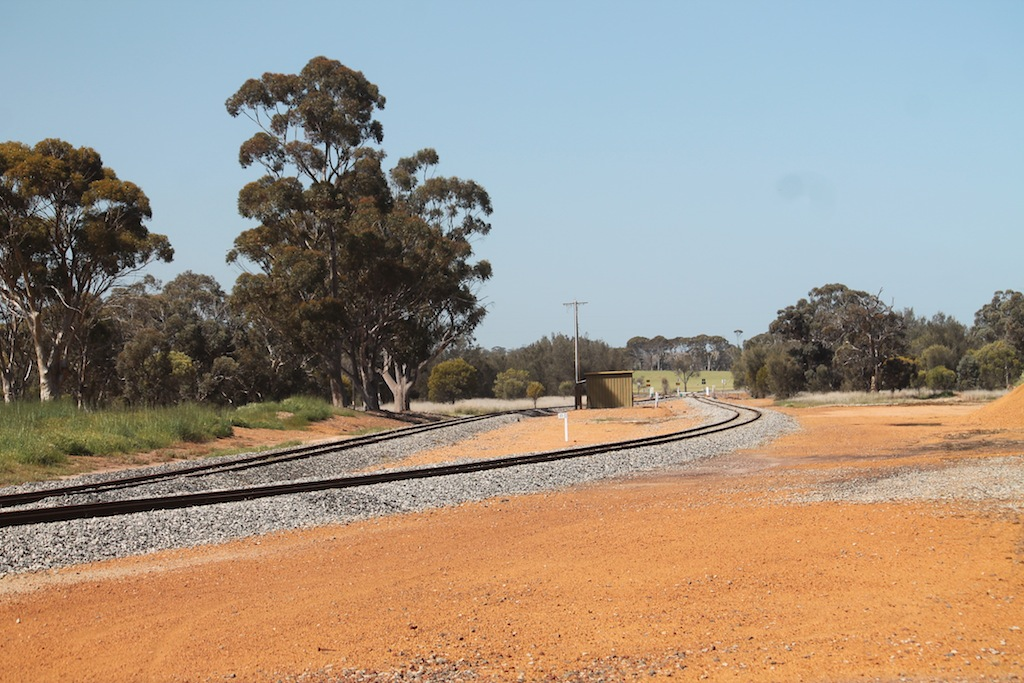
spoorweg en nevenspoor in 2013

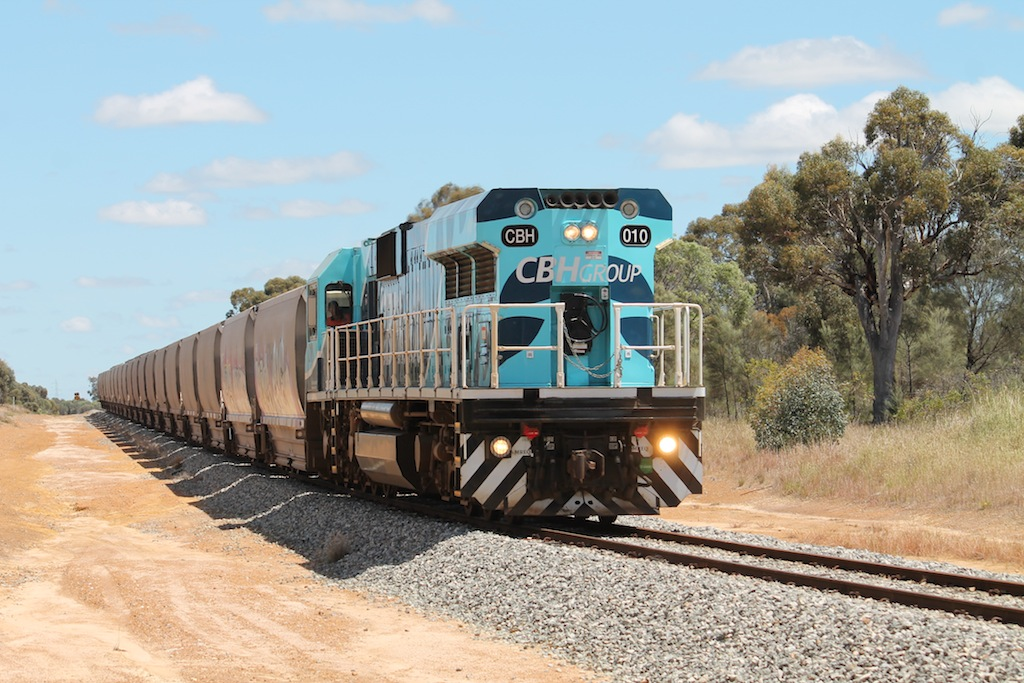
graantrein van de CBH Group

Aldersyde · Amery · Ardath · Arthur River · Baandee · Babakin · Badgingarra · Badjaling · Bailup · Bakers Hill · Balkuling · Ballaying · Ballidu · Beacon · Beenong · Beermullah · Bejoording · Belka · Bencubbin · Bendering · Benjaberring · Beverley · Bilbarin · Bindi Bindi · Bindoon · Bodallin · Bolgart · Bonnie Rock · Boolading · Booraan · Brookton · Bruce Rock · Bullaring · Bullfinch · Bulyee · Bungulla · Buntine · Burakin · Burracoppin · Cadoux · Calingiri · Campion · Caraban · Carrabin · Cataby · Cervantes · Chandler · Chittering · Clackline · Cold Harbour · Congelin · Coomberdale · Copley · Corrigin · Cowcowing · Crossman · Cuballing · Culbin · Cunderdin · Dalwallinu · Dandaragan · Dangin · Darkan · Dattening · Dongolocking · Doodlakine · Dowerin · Dudinin · Dumbleyung · Duranillin · Dwarda · Ejanding · Elabbin · Erikin · Gabbin · Gingin · Goomalling ·  Grass Valley · Greenhills · Guilderton · Gwambygine · Harrismith · Highbury · Hines Hill · Holt Rock · Hyden · Jelcobine · Jennacubbine · Jennapullin · Jitarning · Jurien Bay · Kalannie · Karlgarin · Kellerberrin · Kondinin · Kondut · Koojan · Koolyanobbing · Koorda · Korbel · Korrelocking · Kukerin · Kulin · Kulja · Kulyaling · Kunjin · Kununoppin · Kweda · Kwelkan · Kwolyin · Lancelin · Lake Brown · Lake Grace · Lake King · Ledge Point · Manmanning · Marvel Loch · Meckering · Meenaar · Merredin · Miling · Minnivale · Mogumber · Mokine · Moodiarrup · Mooliabeenee · Moora · Moorine Rock · Moorumbine · Moulyinning · Mount Hardey · Mount Kokeby · Mount Walker · Muchea · Mukinbudin · Muntadgin · Nalya · Nangeenan · Narembeen · Narrogin · New Norcia · Newdegate · Nilgen · Nokaning · North Bannister · Northam · Nukarni · Nungarin · Pantapin · Piawaning · Piesseville · Pingaring · Pingelly · Pithara · Popanyinning · Quairading · Quindanning · Regans Ford · Seabird · Shackleton · Southern Cross · Spencers Brook · Tammin · Tincurrin · Toodyay · Trayning · Varley · Wagin · Walebing · Walgoolan · Wandering · Wannamal · Watheroo · Welbungin · West Dale · West Toodyay · Westonia · Wialki · Wickepin · Wilbinga · Williams · Wongan Hills · Woodridge · Wubin · Wundowie · Wyalkatchem · Yealering · Yelbeni · Yellowdine · Yilliminning · Yerecoin · York · Yorkrakine · Yornaning · Yoting · Youndegin